# Giovanni Bernardo Vigo
Giovanni Bernardo Vigo (* 13. März 1719 in Corio; † 28. Januar 1805 in Turin) ist der Verfasser des sogenannten Trüffelgedichts Tubera terrae aus dem Jahr 1776. Bei diesem Gedicht soll es sich um die früheste Beschreibung der Trüffelsuche handeln. In der toskanischen Küche hatten die Trüffel in der Renaissance einen hohen Stellenwert und wurden sogar von Dichtern hoch gepriesen. Giovanni Bernardo Vigo verfasste im Jahr 1776, in lateinischer Sprache, das Gedicht Tubera terrae, wo er die Erlesenheit der Trüffel poetisch beschrieb. Außerdem gibt es eine Passage, unter welchen Voraussetzungen und Gegebenheiten Trüffel zu finden sind.